# Departamentul Atlantique
Departamentul Atlantique este o unitate administrativă de gradul I  a Beninului. Reședința sa este orașul Ouidah.